# 斯爾比察
斯爾比察，是科索沃米特羅維察區斯尔比察市镇内的城镇及行政中心，位於科索沃中北部的廣大平原中央。2011年时斯爾比察市區人口数量为6,612人，而包括郊區在內的整个市镇的人口数量则为50,858人。

## 經濟
斯爾比察歷史上至今不僅是除飽受俄羅斯入侵戢爭的烏克蘭外全歐洲最貧窮的地方，而且更是科索沃全國所有地區最貧窮的市鎮，自前南斯拉夫時期以來幾乎沒有外資企業進行過投資。1996至1999年的科索沃戰爭就是在這裡爆發令斯爾比察在戰爭中受到很大影響，期間它遭受經濟活動低迷和持續高失業率的困擾。農業是當地的主要產業，但該市尚未充分開發現有耕地。如今當地經濟由家庭經營的商店和餐廳等小型企業組成，而兩家私有化工廠（一家磚廠和一家麵粉廠）則僱用了數百名員工。另一個主要就業部門是市政府的公務員部門。

## 旅遊
剔除北科索沃被塞族人佔領的政治和領土爭議地區，由於斯爾比察相比普里茲倫、普里什蒂納、烏羅舍瓦茨等歷史文化豐富、自然景色特別、交通便利及較多娛樂生活城市，斯爾比察缺乏了以上主要吸引外國遊客遊覽的要素，成為科索沃所有城市和市鎮之中最少外國遊客到訪的一個，絕對是外國遊客冷門旅遊地之一。但該市範圍內的普雷卡齊鎮卻是當地阿爾巴尼亞人民族英雄阿德姆·賈沙里的家鄉和與塞爾維亞軍隊交火期間戰死地方，每逢他的生忌死忌、科索沃解放軍成立日以及阿爾巴尼亞和科索沃獨立日該市會有大量來自科索沃、阿爾巴尼亞乃至海外的阿爾巴尼亞人來到該市的普雷卡齊紀念賈沙里。

## 外部連結
- 斯尔比察市镇官方网站 （页面存档备份，存于）
- OSCE Profile of Srbica （页面存档备份，存于）
- SOK Kosovo and its population